# Віллафранка-Падована
Віллафранка-Падована (італ. Villafranca Padovana, вен. Viłafranca Padovana) — муніципалітет в Італії, у регіоні Венето, провінція Падуя.
Віллафранка-Падована розташована на відстані близько 410 км на північ від Рима, 45 км на захід від Венеції, 13 км на північний захід від Падуї.
Населення — 10 091 особа (2014).
Щорічний фестиваль відбувається 13 червня. Покровитель — Sant'Antonio di Padova.

## Демографія
Населення за роками:

Станом на 1 січня 2023 року в муніципалітеті офіційно проживало 689 іноземців з 47 країн, серед них 341 громадянин країн Євросоюзу та 3 громадяни України.

## Сусідні муніципалітети
- Камподоро
- Лімена
- Местрино
- Падуя
- П'яццола-суль-Брента
- Рубано